# Xylophanes crenulata
Xylophanes crenulata là một loài bướm đêm thuộc họ Sphingidae. Nó được tìm thấy ở Brasil, Paraguay và Argentina.